# Tiażynskij
Tiażynskij – osiedle typu miejskiego w Rosji, w obwodzie kemerowskim. Siedziba władz rejonu tiażyńskiego